# Les Colocs
Les Colocs war eine Musikgruppe aus Montréal, Québec, Kanada besonders aktiv in den 1990er Jahren. Die Gruppe ist besonders für die verschiedenen verwendeten Stile und die Selbsttötung ihres Gründers André „Dédé“ Fortin bekannt.
Die Gruppe hatte starken Einfluss auf die Entwicklung der Musikszene Quebecs und stellt einen Meilenstein in der Musikgeschichte Quebecs dar.

## Geschichte
1990 gründeten André „Dédé“  Fortin und Louis Léger, die bereits seit einigen Jahren in der Gruppe Cha Cha and the Chain Gang zusammen spielten, die Gruppe Les Colocs in der dritten Etage von 2116 Boulevard Saint-Laurent in Montréal. Yves Desrosiers, ein Freund Dédés schlug Marc Déry als Bassist und Jimmy Bourgoing als Schlagzeuger vor. Louis lernte den Mundharmonikaspieler Patrick Esposito di Napoli kennen und lud diesen ein, zur Gruppe hinzuzustoßen.
Im Oktober 1990 trat die Gruppe zum ersten Mal in der Öffentlichkeit beim Tallulah Darling im Rahmen des internationalen Rock Festivals auf. Bald darauf verließ Marc Déry Par die Gruppe, um seine eigene Gruppe „Zébulon“ zu gründen. Auf eine Zeitungsannonce in Voir hin wurde Serge Robert Bassist und Kontrabassist der Gruppe. Nach einigen Auftritten Ende 1991 verließ das Gründungsmitglied Louis Léger die Gruppe. Seinen Platz nahm ein Freund Patricks namens Mike Sawatzky ein. Er ist das einzige Gruppenmitglied, welches nicht französisch als Muttersprache spricht. Nach seinem Beitritt folgten mehrere Lieder in englischer Sprache.
1992 nahm die Gruppe am L'empire des futurs stars, einem professionellen Wettbewerb für Musik aus Quebec, teil. Die Colocs schafften es bis zum Finale, lehnten aber schließlich die Teilnahme ab, da sie sich selber für ihren Plattenverleger entscheiden wollten. Im selben Jahr unterzeichneten sie einen Vertrag mit dem Plattenverleger  BMG. 1993 veröffentlichte die Gruppe ihr erstes Album Les Colocs. Es verkaufte sich 150 000 Mal. Im Oktober 1993 erhielt die Gruppe drei Félix darunter des zur Entdeckung des Jahres.
Der Mundharmonikaspieler Patrick Esposito di Napoli starb im November 1994 an den Folgen seiner nicht behandelten Aidserkrankung.
1995 veröffentlichten die Colocs ihr zweites Album Atrocetomique.
Nachdem Serge den Manager der Gruppe, Raymond Paquin, durch den Justizpalast Montréals auf dessen strafrechtliche Vergangenheit hin überprüft hatte, legt Dédé ihm nahe, die Gruppe zu verlassen, obwohl er Serge mit der Überprüfung der Finanzen beauftragt hatte. Serge Robert nahm nun eine Solokarriere unter dem pseudonyme Mononc' Serge auf. Er wurde im folgenden Jahr durch den belgischen Bassisten André Vanderbiest ersetzt, der Reggae-Elemente in den Musikstil der Gruppe brachte. 1996 erlitt der Gitarrist Mike Sawatsky einen schweren Autounfall.
Im Mai 1998 brachte die Gruppe ihr drittes Album Dehors Novembre heraus. André Vanderbiest unterstützte André Fortin zuvor dabei, Jimmy Bourgoing zum Verlassen der Gruppe zu zwingen, da dieser mit den musikalischen Neuerungen – wie die Einführung von Klezmer und afrikanischen Reggae Elementen durch die Brüder Diouf – nicht einverstanden war. Das Album wurde dem vier Jahre zuvor an Aids gestorbenen Gruppenmitglied Patrick Esposito di Napoli gewidmet.
Wie schon zuvor fanden sich auf dem Album depressive und traurige Texte, die im Gegensatz zu der fröhlichen Musik standen. Manche der Texte lassen stark auf den depressiven und von Schuldgefühlen geplagten Charakter Fortins schließen. Das Album verkaufte sich über 100.000 Mal. Im November gewannen die Colocs mit dem Album den Félix für das Rockalbum des Jahres.
Nach dem Freitod des Frontmanns André „Dédé“ Fortin am 8. Mai 2000 wurde die Gruppe aufgelöst.
Die Mitglieder der Colocs und einige Unterstützer erwiesen dem Gründer eine letzte Ehre durch die Produktion des Albums Suite 2116 im Jahre 2001.
Jean-Philippe Duvals Film Dédé, à travers les brumes, der am 13. März 2009 in die Kinos kam, befasste sich nicht nur mit der depressiven Seite André Fortins, sondern stellte auch den kreativen und lebensfreudigen Charakter des Sängers und des gesamten Gruppenumfeldes dar. Der Titel des Films stammt aus dem Lied Paysage vom Album Suite 2116 (geschrieben von Charles Baudelaire).
2009 fand André Vanderbiest eine unbearbeitete Aufnahme André „Dédé“ Fortins. Das Lied wurde bearbeitet und am 3. August 2009 veröffentlicht. Ein Teil des Profits geht der Stiftung André Dédé Fortin zu, die sich die Suizidprävention zur Aufgabe gemacht hat.
An der Aufführung der Colocs Poussières d’étoiles avec les Colocs (Sternstaub mit den Colocs) am 3. August 2009 (im Rahmen des Festivals Francofolies de Montréal) nahmen Mike Sawatzky, André Vanderbiest, El Hadji Diouf, Karim Diouf, Benoit Piché, Joel Zifkin, Michel Dufour, Benoit Gagné, Guy Belanger, Justin Allard. la famille Botte, Marc Déry, Martin Léon, Sébastien Plante, Loco Locass (der Sänger, der Dédé im Film Dédé, à travers les brumes verkörpert), Pierre Lapointe und Paul Piché teil. Einige Tage später wurde die Aufführung erneut präsentiert, diesmal auf dem Festival d'été de Beloeil mit Antoine Gratton anstelle von Pierre Lapointe.

## Diskografie
- 1993: Les Colocs
- 1995: Atrocetomique
- 1998: Dehors novembre
- 2000: Les années 1992-1995
- 2001: Suite 2116
- 2003: Les Colocs live
- 2009: Il me parle de bonheur

## Musikvideos
- Julie
- Passe-moé la puck
- Rue principale
- Dédé
- Bonyeu
- Pis si au moins
- Tassez vous d'là
- Tout seul